# Norská církev

Znak Norské církve

Norská církev (norsky: Den norske kyrkja, bokmål: Den norske kirke) je protestantská církev, která podle ústavy slouží jako lidová církev Norska. Jedná se o největší církev v Norsku a do 19. století bylo členství v ní povinné pro každého občana.
Do 16. století bylo Norsko katolickou zemí. Reformace v letech 1536-1537 přerušila vztahy se Svatým stolcem což vyústilo k vytvoření státní církve zcela podřízené panovníkovi. Až do moderní doby nebyla církev jen náboženskou organizací, ale i jedním z nejmocnějších prostředků královské autority a důležitou součástí administrativy. Norská luterská církev byla státem považována za jedinou přímou nástupkyni dřívější norské katolické církve.
Církev vyznává luteránské křesťanství založené na Bibli, apoštolském, nicejském a Athanasiově vyznání, Lutherově Malém katechismu a Augsburském vyznání. Norská církev je členem Společenství z Porvoo.
Do roku 1967 byla církev v administrativě nazývána Státní církev nebo Církev, zatímco v ústavě Evangelická luterská církev. Dne 21. května 2012 byl podán návrh na změnu pojmenování církve v ústavě. Měla být nazvána Norges Folkekirke (Norská lidová církev). 27. května 2016 vyšel zákon, kterým byla zřízena Norská církev jako nezávislá právnická osoba. Zákon vstoupil v platnost 1. ledna 2017. Církev nadále zůstává financována státem.

## Struktura církve
Norská církev má episkopálně-synodální strukturu, čítá 1284 farností, 106 děkanátů, 11 diecézí.
| Diecéze           | Založena | Biskup                                           |
| ----------------- | -------- | ------------------------------------------------ |
| Nidaros           | 1068     | Olav Fykse Tveit (primas norský) Herborg Finnset |
| Bjørgvin          | 1068     | Halvor Nordhaug                                  |
| Oslo              | 1068     | Kari Veiteberg                                   |
| Stavanger         | 1112     | Anne Lise Ådnøy                                  |
| Hamar             | 1152     | Solveig Fiske                                    |
| Agder og Telemark | 1536     | Stein Reinertsen                                 |
| Tunsberg          | 1948     | Jan Otto Myrseth                                 |
| Sør-Hålogaland    | 1952     | Ann-Helen Fjeldstad Jusnes                       |
| Nord-Hålogaland   | 1952     | Olav Øygard                                      |
| Borg              | 1969     | Kari Mangrud Alvsvåg                             |
| Møre              | 1983     | Ingeborg Midttømme                               |

## Bohoslužba
Středem náboženského života církve je nedělní bohoslužba, která se nejčastěji slouží v 11:00. Liturgie se podobá římskokatolické mši. Texty obřadů jsou v norštině, kromě řecké části Kyrie Eleison. Církev vyznává tzv.luterskou katolicitu, tj.že duchovní /biskupové a kněží/ při bohoslužbě mají na sobě albu se štolou nebo ornát. Stejně jako v Estonské evangelicko-luterské církvi a v Dánské (luterské) církvi .

## Online registrace věřících
Norská církev v roce 2016 zavedla online registraci věřících na svých internetových stránkách, kde si každý Nor může zkontrolovat zda je oficiálním členem církve. Nový systém byl zaveden po kritice nepořádků v evidenci členů.  V prvním týdnu po spuštění systému církev opustilo 15053 lidí (což bylo téměř jako za celý rok 2015). Naopak 549 lidí se přihlásilo. K r. 2016 měla církev 3 758 070 pokřtěných členů.